# Zanobatus schoenleinii
Zanobatus schoenleinii är en rockeart som först beskrevs av Müller och Henle 1841.  Zanobatus schoenleinii ingår i släktet Zanobatus och familjen Rhinobatidae. IUCN kategoriserar arten globalt som otillräckligt studerad. Inga underarter finns listade i Catalogue of Life.